# Liste der Naturdenkmale in Münster-Hiltrup
Die Liste der Naturdenkmale in Münster-Hiltrup enthält die im Stadtbezirk Hiltrup der kreisfreien Stadt Münster in Nordrhein-Westfalen gelegenen Naturdenkmale.

## Liste der Naturdenkmale

### Tabellenlegende
U = Stammumfang in 1,5 m Höhe;
H = Höhe;
K = Kronendurchmesser;
L = Länge;
B = Breite

### Tabelle
| Nr. | Bezeichnung                                         | Kurzbeschreibung | Stadtteil     | Lage | Bild | Anmerkungen |
| --- | --------------------------------------------------- | --- | ------------- | --- | ---- | ----------- |
| 500 | 9 Stieleichen                                       | U = 1,44–2,26 m; H = 19,0–24,5 m; K = 9,5–15,0 m                                                                                          | Berg Fidel    | vor Robert-Bosch-Str. 2, 1 Baum im Bürgersteig. ⊙                                                                      |      |             |
| 501 | 1 Platane                                           | U = 3,48 m; H = 23,5 m; K = 23,5 m | Berg Fidel    | Ecke Robert-Bosch-Str./Siemensstr., am Trafo. ⊙                                                                        |      |             |
| 502 | 1 Platane, 1 Blutbuche, 1 Rosskastanie              | Platane U = 4,07 m; H = 29,0 m; K = 32,0 m. Blutbuche U = 3,52 m; H = 26,0 m; K = 20,0 m. Rosskastanie U = 2,32 m; H = 17,5 m; K = 13,0 m | Berg Fidel    | Siemensstr., an der Einmündung der Robert-Bosch-Str. ⊙                                                                 |      |             |
| 503 | 8 Stieleichen                                       | U = 1,28–2,75 m; H = 19,5 m; K = 15,0–21,5 m                                                                                              | Berg Fidel    | Schuckertstr., Grünanlage der Fa. Siemens. ⊙                                                                           |      |             |
| 504 | 1 Stieleiche                                        | U = 3,37 m; H = 22,0 m; K = 19,5 m | Berg Fidel    | Mazottistr., ca. 30 m vor der Einmündung Gigasstr., im Parkstreifen. ⊙                                                 |      |             |
| 505 | 1 Baumgruppe auf Hügel: 13 Stieleichen, 7 Rotbuchen | U = 1,25–3,10 m; H = 24,0 m | Berg Fidel    | Sternbusch-Park, ca. 100 m südlich der Bundesbahnbrücke Hülsenbusch. ⊙                                                 |      |             |
| 506 | 1 Allee: 74 Stieleichen                             | U = 1,16–3,09 m; H = 15,0–21,5 m; K = 10,0–19,5 m                                                                                         | Berg Fidel    | Hülsenbusch, zwischen Bundesbahn und Von-Corfey-Str. ⊙                                                                 |      |             |
| 507 | 1 Findling                                          | L = 2,5 m; B = 1,5 m; H = 1,0 m | Berg Fidel    | Hogenbergstr., vor dem Einkaufszentrum. ⊙                                                                              |      |             |
| 508 | 1 Baumreihe: 8 Amerik. Roteichen                    | U = 2,58–3,33 m; H = 16,0–25,0 m; K = 14,5–17,5 m                                                                                         | Berg Fidel    | Drachterstraße. ⊙ |      |             |
| 509 | 3 Stieleichen                                       | U = 2,77–4,35 m; H = 20,–22,0 m; K = 16,0–25,0 m                                                                                          | Berg Fidel    | Hammer Str./ Vennheideweg, auf dem Gelände der Wassergewinnungsanlage. ⊙                                               |      |             |
| 510 | 1 Stieleiche                                        | U = 4,08 m; H = 23,0 m; K = 22,0 m | Hiltrup-West  | Hünenburg 4, im Garten. ⊙                                                                                              |      |             |
| 511 | 1 Stieleiche                                        | U = 4,08 m; H = 22,0 m; K = 29,5 m | Hiltrup-Mitte | An der Alten Kirche, gegenüber Haus Nr. 11 a in der Grünanlage. ⊙                                                      |      |             |
| 512 | 2 Linden, 1 Stieleiche                              | Linden U = 1,88/2,00 m; H = 21,0 m; K = 11,0/14,5 m. Stieleiche U = 2,25 m; H = 21,0 m; K = 16,5 m                                        | Hiltrup-West  | An der Alten Kirche ⊙                                                                                                  |      |             |
| 513 | 2 Stieleichen                                       | U = 3,11/3,75 m; H = 23,0 m; K = 25,5 m (gemeinsam)                                                                                       | Hiltrup-West  | An der Alten Kirche 34, an der Südseite des Wirtschaftsgebäudes. ⊙                                                     |      |             |
| 514 | 1 Stieleiche                                        | (östlicher Baum) U = 2,42 m; H = 18,0 m; K = 17,0 m                                                                                       | Hiltrup-West  | An der Alten Kirche, östlich Haus Nr. 35 in der Grünanlage. ⊙                                                          |      |             |
| 515 | 1 Rosskastanie                                      | U = 4,46 m; H = 24,5 m; K = 26,0 m | Hiltrup-West  | Herrenburg, im Südostwinkel der Gräfte. ⊙                                                                              |      |             |
| 516 | 2 Rosskastanien                                     | U = 2,29/362 m; H = 20,0/23,5 m; K = 17,5/19,0 m                                                                                          | Hiltrup-West  | Amelsbürener Str. 115, im Hof. ⊙                                                                                       |      |             |
| 517 | 1 Allee:                                            | 79 Stieleichen, 1 Winterlinde | Hiltrup West  | Herrenburgallee. ⊙ |      |             |
| 518 | 1 Stieleiche                                        | U = 2,89 m; H = 17,5 m; K = 16,0 m | Hiltrup West  | Ecke Albertsheide / An der Alten Kirche. ⊙                                                                             |      |             |
| 519 | 2 Stieleichen                                       | U = 2,27/2,32 m; H = 15,5 m; K = 18,0 m (gemeinsam)                                                                                       | Hiltrup Mitte | Ecke Hohe Geest / Im Dahl, am Kreuz. ⊙                                                                                 |      |             |
| 550 | 1 Stieleiche, 1 Esche                               | U = 2,78/2,90 m H = 17,00/17,50 m K = 14,50/18,50 m                                                                                       | Berg Fidel    | Die Bäume stehen am Kleibach ca. 100 m nordwestlich der Brücke Vennheideweg. ⊙                                         |      |             |
| 551 | 2 Stieleichen                                       | U = 2,35/2,73 H = 18,50 m K = 18,50 m | Berg Fidel    | Die Eichen stehen am Kleibach ca. 10 m nordwestlich der Brücke Vennheideweg. ⊙                                         |      |             |
| 553 | 1 Stieleiche                                        | U = 3,40 m; H = 20,50; K = 19,50 m | Hiltrup-Mitte | Der Baum steht auf dem Kinderspielplatz „Geistkamp“ an der Straße Im Dahl südlich des Reiterhofes „Hackenesch“. ⊙      |      |             |
| 554 | 1 Stieleiche                                        | U = 4,58 m H = 24,50 m K = 26,50 m | Hiltrup-Ost   | Die Eiche steht an der Zufahrt „Haus Maser“ (Osttor 111) östlich der Sportanlagen. ⊙                                   |      |             |
| 556 | 1 Linde                                             | U = 4,20 m H = 10,50 m (reduz.) K = 7,50 m (reduz.)                                                                                       | Amelsbüren    | Die Linde steht im Vorgarten Kappenberger Damm 410. ⊙                                                                  |      |             |
| 557 | 1 Stieleiche                                        | U = 5,80 m H = 26,50 m K = 32,00 m | Amelsbüren    | Die Eiche steht ca. 100 m südöstlich des Gehöfts Wiedaustraße 202 auf dem Hügel. ⊙                                     |      |             |
| 558 | 1 Stieleiche                                        | U = 4,54 m H = 25,00 m K = 27,00 m | Amelsbüren    | Die Stieleiche steht Haus Getter 27 zwischen Wohnhaus und Bahndamm. ⊙                                                  |      |             |
| 559 | 1 Bestand Türkenbund-Lilien (Lilium martagon)       | 75 × 35 m (max. Ausdehnung) | Amelsbüren    | Lilienbestand befindet sich südlich von Haus Getter. ⊙                                                                 |      |             |
| 560 | 1 Stieleiche                                        | U = 4,08 m H = 26,00 m K = 29,00 m | Hiltrup-Ost   | Die Eiche steht Adolf-Wentrup-Weg 77 an der Südwestecke des Wirtschaftsgebäudes. ⊙                                     |      |             |
| 561 | 1 Sumpfzypresse (Taxodium distichum)                | U = 3,70 m H = 24,50 m K = 13,50 m | Amelsbüren    | Die Sumpfzypresse steht auf „Haus Heidhorn“ am Brunnen im Park. ⊙                                                      |      |             |
| 562 | 1 Amerikanische Roteiche                            | U = 3,80 m H = 27,50 m K = 19,50 m | Amelsbüren    | Die Roteiche steht auf„Haus Heidhorn“ an der Nordseite der Kapelle. ⊙                                                  |      |             |
| 563 | 1 Stieleiche                                        | U = 3,97 m H = 20,00 m K = 17,50 m | Amelsbüren    | Der Baum steht Böckenhorst 54 südlich des Hauses am Weg. ⊙                                                             |      |             |
| 564 | 1 Stieleiche                                        | U = 4,50 m H = 30,00 m K = 18,50 m | Amelsbüren    | Die Eiche steht im „Klosterholz“ auf der Ostseite der Ottmarsbocholter Straße ca. 650 m südlich Einmündung Bönneweg. ⊙ |      |             |
| 565 | 1 Stieleiche                                        | U = 4,75 m H = 24,00 m K = 21,00 m | Amelsbüren    | Die Eiche steht ca. 350 m nordwestlich des Hofes Zum Klosterholz 14 in der Weide vor dem Wäldchen. ⊙                   |      |             |
| 566 | 1 Linde                                             | U = 3,68 m H = 24,00 m K = 19,50 m | Hiltrup-Mitte | Die Linde steht Westfalenstraße 267 an der Südseite des Hauses im Garten. ⊙                                            |      |             |

## Landschaftsplan
Der Landschaftsplan Davert und Hohe Ward für den südlichen Bereich der Stadt Münster ist (Stand: 2020) in Bearbeitung. Er könnte weitere Verordnungen von Naturdenkmalen enthalten.